# Генріх IV (король Англії)
Ге́нріх IV (англ. Henry IV; 3 квітня 1366 — 20 березня 1413) — король Англії, господар Ірландії (1399—1413). Перший представник дому Ланкастерів на англійському троні. Син ланкастерського герцога Джона Гентського від першої дружини Бланки.

## Біографія

### Молоді роки
Генріх Ланкастер народився в замку Болінгброк у Лінкольнширі, звідки його прізвисько Генрі Болінгброк, у родині Джона Гентського, герцога Ланкастерського. У молоді роки брав участь у шляхетській опозиції (англ. the lords appellants), що прагнула обмежити владу короля Річарда II, але потім, у 1388 році, вступив у союз з королем. З 1390 до 1392 року вів життя мандрівного лицаря в континентальній Європі й Палестині, брав участь, зокрема, у громадянській війні у Великому князівстві Литовському.

### Заволодіння короною
У 1397 році отримав титул герцога Герефордського, але невдовзі король Річард II, скориставшись сваркою Генріха з герцогом Норфолком Томасом Моубреєм, вигнав обох з Англії. У 1399 році, після смерті Джона Гентського, Річард II конфіскував його володіння. Генріх усупереч волі короля повернувся до Англії й підбурив заколот. Його підтримало багато родовитих шляхтичів, і невдовзі Річарда змусили зректися трону, а Генріх таким чином узурпував корону. 

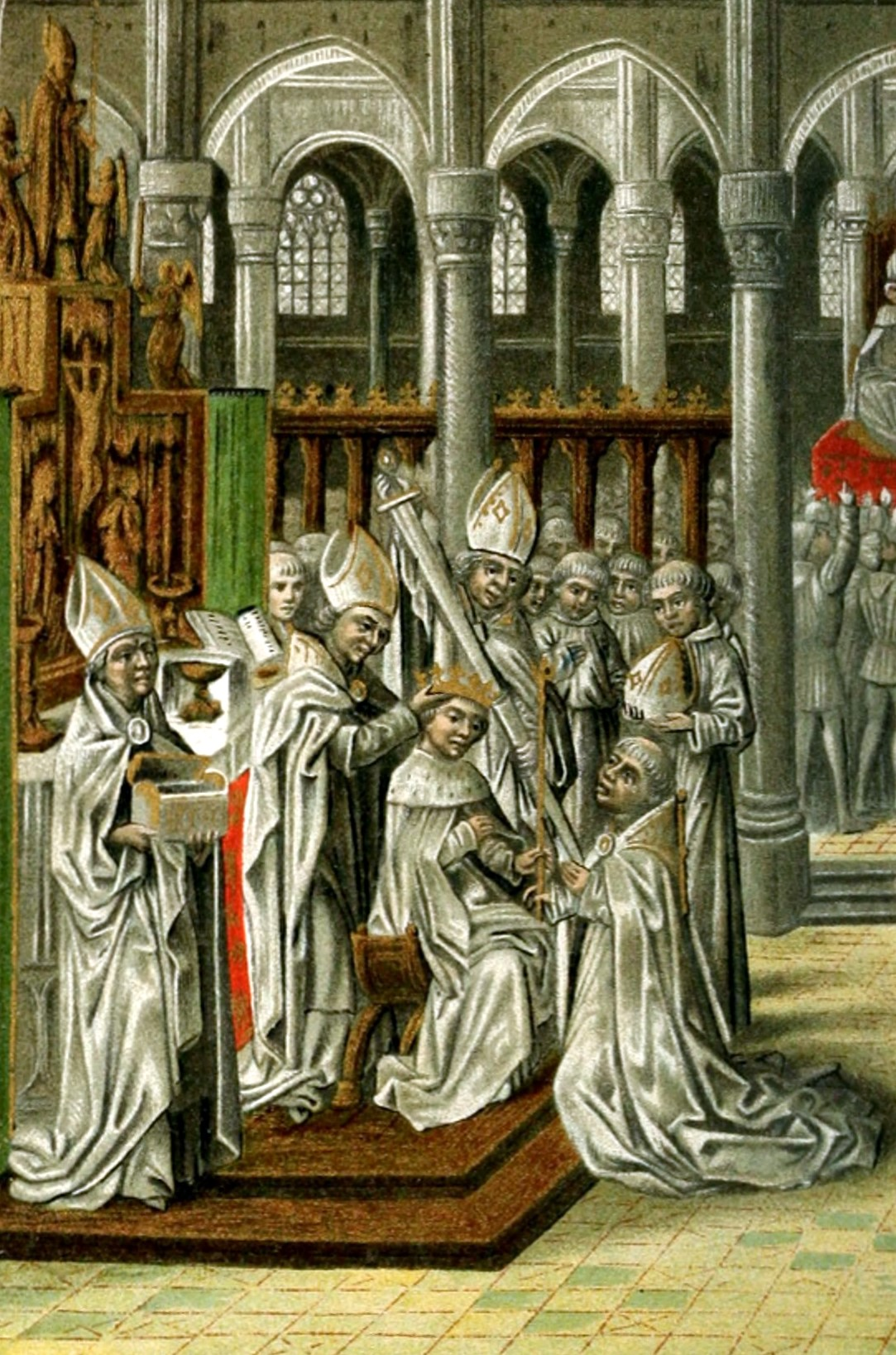
Коронація Генріха IV

Наприкінці вересня 1399 року Генріха Ланкастера обрали королем під ім'ям Генріха IV.

### Боротьба з повстанцями
Першим завданням Генріха IV стало зміцнення своїх королівських позицій. Багато його підданих вважало Генріха узурпатором, через що відбулась низка повстань. Більшість повстань легко придушили, але повстання 1400 року під головуванням валлійського сквайра Овена Глендовера потребувало більшої уваги. Глендовер назвав себе справжнім принцом Уельським, аби претендувати на англійський престол. У 1403 році Глендовер вступив у союз з Генрі Персі, графом Нортумберленда, та його сином Генрі Хотспуром. Це спільне повстання було найсерйознішим викликом владі Генріха, закінчилося воно битвою з повстанцями біля Шрусбері в липні 1403 року, коли Хотспур був убитий. Подальше повстання графа Нортумберленда в 1408 році король швидко придушив, розбивши його в битві при Бремгем Мурі, і це було останнім збройним викликом повстанців авторитету Генріха IV.

### Діяльність у розпалі правління
Тим не менш, король також мав боротися з численними набігами шотландців та вести військові дії проти французів. Врешті-решт агресію Шотландії вдалось приборкати завдяки захопленню в англійський полон Джеймса, спадкоємця шотландської корони.
Надалі королю довелося мати проблеми з власним парламентом, що обмежував його у фінансуванні багатьох спроб реформування країни. Але хроністи того часу зазначали, що в цій противазі король поводив себе як справжній конституційний монарх. Генріх IV мав лише одного відданого йому радника — архієпископа Арундела, якого він зробив канцлером. Певний супротив Генріху у політичному житті робив його старший син принц Уельський, майбутній англійський король Генріх V, який підтримав у 1410 році зміщення з посади канцлера Арундела та заміну його на зведеного брата короля, Томаса Бофорта, якого ще й підтримував Генрі, єпископ Вінчестерський, його брат. Такий уряд проводив певною мірою не ту політику, яку хотів вести сам король. Зокрема, принц Уельський тиснув на уряд і парламент задля продовження інтенсивної війни з Францією. Томас Бофорт підбурював до примусового зречення Генріха IV через його вже на той момент досить значне нездоров'я. Але Генріх IV показав свою силу, добившись зняття Томаса Бедфорта, повернення на посаду канцлера архієпископа Арундела, заміну в парламенті принца Уельського на ще одного сина короля, Томаса, герцога Кларенса. На поступки партії, в якій був Бофорт, довелося піти — була споряджена військова експедиція до французького Орлеану.

### Смерть
Помер король 20 березня 1413 року від прокази, на яку заразився під час перебування в Палестині. Під час молитви у Вестмінстерському абатстві він знепритомнів і сконав у той же вечір в Єрусалимській палаті.

## Цікаві факти
Генріх IV Болінгброк був першим англійським монархом з моменту норманського завоювання 1066 року, для якого єдиною рідною мовою була англійська, а не французька (точніше не англо-нормандська мова). Незважаючи на деякий опір професури й церкви, його правління стало початком занепаду французької мови в Англії та паралельного відродження англо-саксонської писемності й усної мови, а також становлення сучасної англійської мови.

## У літературі
Генріх IV є персонажем драм Вільяма Шекспіра: «Річард II» та «Генріх IV», частини 1-а й 2-га.

## Родина
Був одружений з Марією де Богун, від якої мав 4 синів та 2 дочок:
- Генріх, принц Уельський, у майбутньому, король Англії Генріх V (1387—1422 );
- Іоанн, герцог Бедфордський (1389—1435);
- Томас, герцог Кларенс (1388—1421);
- Гамфрі, герцог Глостерський (1390—1447 );
- Бланка (1392—1409 ); дружина Людвига III , курфюста Пфальцу
- Філіппа (1394—1430).

Другою дружиною була Іоанна Наваррська, дочка короля Наварри Карла II, від якої Генріх не мав дітей.